# Tossene kyrka
Tossene kyrka är en kyrkobyggnad i Tossene i Sotenäs kommun. Den har tidigare varit församlingskyrka i dåvarande Tossene församling i Göteborgs stift. Sedan 2024 används den som kulturhus.

## Kyrkobyggnaden
Drygt hundra meter från nuvarande kyrkplats låg en medeltida kyrka. Nuvarande kyrkbyggnad uppfördes 1859 efter ritningar av arkitekt Albert Törnqvist vid Överintendentsämbetet. Byggnaden har en stomme av sten och består av långhus med ett femsidigt kor i öster och ett torn i väster. Norr om koret finns en vidbyggd sakristia. En genomgripande invändig renovering under ledning av Teodor Wallström genomfördes 1903 då bland annat innertakets tunnvalv fick en kassettindelning. Vid en renovering 1972–1974 lades ett nytt golv med linoleummatta in och bänkarna försågs med nya sitsar. Vid senaste renoveringen 2003–2004 lades ett trägolv in i kyrkan.

## Inventarier
- Predikstolen med femsidig korg och femsidigt ljudtak är samtida med nuvarande kyrka.
- Dopfunten består av en cuppa av granit som härstammar från en medeltida dopfunt eller möjligen en vigvattenskål. Dess originalfot återfinns på Göteborgs Stadsmuseum. Nuvarande fot av brunlaserat trä är från 1800-talet.
- I koret står en kopia av Thorvaldsens Kristus som tillkom 1904.

### Orgel
Den första orgeln var byggd 1876 av Anders Victor Lundahl. Den ersattes 1954 av ett pneumatiskt instrument från John Grönvall Orgelbyggeri, som även renoverades 1980. Orgeln har sjutton stämmor fördelade på två manualer och pedal.

## Kulturhus
Kyrkan avsakraliserades den 28 april 2024. Byggnaden och den kringliggande tomten ägs sedan juli 2024 av Dafne Produktion AB och drivs som kulturhus med bland konsertverksamhet, musikcafé, kursverksamhet och liknande verksamhet.